# Niqud
En la ortografía hebrea, los niqud (hebreo: נִיקּוּד, bíblico נְקֻדּוֹת, estándar nekudot, tiberiano nəquddôṯ, 'puntos') son los signos diacríticos que señalan las vocales en el alfabeto hebreo. Durante la temprana Edad Media, se desarrollaron muchos sistemas ortográficos para representar las vocales hebreas, pero el más difundido —y el único que aún se usa en un grado significativo— fue el creado por los masoretas de Tiberíades durante la segunda mitad del primer milenio en Israel.

## Símbolos
| Símbolo | Nombre        | AFI | Transliteración | Unicode |
| ------- | ------------- | --- | --- | ------- |
| ְ        | sheva         | [e̞], Ø | ə, e, ', ninguna | U+05B0  |
| ִ        | hiriq         | [i] | i | U+05B4  |
| ֵ        | zeire         | [e̞] | e | U+05B5  |
| ֶ        | segol         | [e̞] | e | U+05B6  |
| ַ        | pataj         | [a] | a | U+05B7  |
| ָ        | kamatz        | [a] | a | U+05B8  |
| ֹ        | holam         | [o̞] | o | U+05B9  |
| ֹ        | dages         | [o̞] | o | U+05B9  |
| ּ        | daguesh       | [b], [g], [d], [k], [p], [t] | b, g, d, k, p, t | U+05BC  |
| ּ        | mappiq        | [h] | h | U+05BC  |
| ֻ        | kubutz        | [u] | u | U+05BB  |
| ֿ        | rafé          | Este símbolo no es utilizado en hebreo, pero sí en yiddish para distinguir פּ [p] de פֿ [f]; también para indicar silencio en una letra como en ה o א. | Este símbolo no es utilizado en hebreo, pero sí en yiddish para distinguir פּ [p] de פֿ [f]; también para indicar silencio en una letra como en ה o א. | U+05BF  |
| ׂ        | punto de Shin | [ʃ] | sh | U+05C1  |
| ׁ        | punto de Sin  | [s] | s | U+05C2  |